# Mix (ラジオ番組)
mix（みっくす）は、TBSラジオなど全国のJRN系列のラジオ局で生放送されていたインターネット連動型情報番組。

## パーソナリティ
- 柳井麻希（フリーキャスター）
- 友近（2003年10月 - 2004年3月）

### 主なレギュラー出演者
- 糸井重里（2003年10月 - 2004年3月、「GOODS JOCKEY!」コーナー担当）
- 大月勇（当時毎日放送アナウンサー／2003年10月 - 2004年3月、友近と共演）
- 青島健太
- 斎藤哲也（当時TBS〈現：TBSテレビ〉アナウンサー／月曜日「Go-tch」コーナー担当）

## 放送時間
TBSラジオでの放送時間
- 2003年10月 - 2004年3月…火曜日 - 金曜日 19:00 - 22:00
- 2004年4月 - 9月…月曜日 20:00 - 22:00
- 2004年10月 - 2005年3月…月曜日 - 金曜日 19:00 - 21:00
- 2005年4月 - 9月…月曜日 19:00 - 21:00

## 番組沿革
2000年秋から3年間放送されていた「e-NITE」（大槻りこ担当。火曜日-金曜日の平日4日間放送）と同じように、インターネットとラジオ放送を連動させ、双方向性を重視した情報番組として放送されており、2003年秋からそれをタイトル、内容共に一新。パーソナリティも柳井麻希の担当として再スタートさせた。2004年秋からの半年間は一部地域を除いて月曜日にも放送され、平日5日間の帯番組となった。また、これに伴って30分を一区切りとしたワンフォーマットスタイルを取り入れていた。
番組開始からの半年間は金曜日20時台に限り、「mix west」と題して友近の司会で大阪・毎日放送（MBSラジオ）発の全国放送を実施したが、2004年度は全曜日・全時間ともTBSラジオからの放送となった。
しかし、前番組の「e-NITE」と比較するとニュースが毎時入ることで番組全体がせわしなくなり、パーソナリティの喋りが暗くなることは否めなかった。2005年9月25日限りで終了した。最終回は青島健太、友近と思い出話を語った。後番組は「ブジオ!」。

## 放送局別編成
2004年10月 - 2005年3月の放送実績
- TBSラジオは全曜日、RBCは火-金曜日、19:00-21:00
- 以下の局は20時から
  - HBC、TBC、BSN、YBS、KNB、FBC、
CBC、WBS、BSS、RCC、KRY、JRT、
RNC、RKC、RKB、NBC、MRT、MBC
の各局は月-金まで放送。
  - SBCは火曜日と木曜日のみ
  - 他は火曜日から金曜日。

また、19:25ごろ、19:55ごろ、20:25ごろ、20:55ごろにローカル枠が設けられ、TBSラジオでは「TBSラジオ交通情報」。他局は独自のコーナーもしくはCMフィラーのBGMが流れた。ただし、MBSに関しては20:25ごろに「ゴーゴーモンキーズ」、20:55ごろに「ナニワ音楽ショウ」（火-木）、「U.K.ビートフライヤー1179」（金）の番組宣伝CMが流れた。